# 소펠 부인
소펠 부인(Mrs. Soffel)은 미국에서 제작된 질리언 암스트롱 감독의 1984년 드라마, 멜로/로맨스 영화이다. 다이안 키튼 등이 주연으로 출연하였고 에드거 J. 쉐릭 등이 제작에 참여하였다.

## 출연

### 주연
- 다이안 키튼
- 멜 깁슨
- 매튜 모딘

### 조연
- 에드워드 허먼
- 트리니 알바라도
- 제니퍼 던다스
- 대니 코킬
- 할리 크로스
- 테리 오퀸
- 핍파 피어스리
- 윌리엄 유맨스
- 모리 체이킨
- 조이스 이버트
- 웨인 롭슨
- 데이너 휠러-니콜슨

## 제작진
- 협력프로듀서: 데니스 E. 존스
- 미술: 루치아나 아리기
- 세트: 댄 콘리
- 세트: 힐튼 로즈마린
- 의상: 샤이 컨리프
- 배역: 마저리 심킨